# Catedral de la Santíssima Trinitat (Istanbul)
La Catedral de la Santíssima Trinitat o Catedral melquita grecocatòlica d'Istanbul (turc: Ayatriada Rum Katoliki Kilise) és una catedral de l'Església Catòlica Melquita, una de les Esglésies Catòliques Orientals en plena comunió amb el Papa de Roma i que segueix el ritu bizantí, que es troba a la ciutat d'Istanbul, a Turquia.
És l'església principal de l'Exarcat Apostòlic grec d'Istanbul (Exarchatus Apostolicus Constantinopolitanus) que va ser creat el 1911 amb parts del territori de l'Imperi Otomà i es va afiliar a la seva administració al Vicariate de ritu llatí el 1999. És l'església grecocatòlica més gran d'Istanbul. Es va començar a construir el 1867 i va ser oberta al culte el 1880. Construïda amb un estil neo-barroc l'interior de l'església és ple de pintures i mosaics. Fou danyada durant el Pogrom d'Istanbul del 6 i 7 de setembre de 1955 contra ciutadans grecs. Romangué tancada durant molts anys però després de dos anys de restauració fou reoberta el 2003.
És una de les tres catedrals catòliques de la ciutat que té diferents catedrals a causa dels diversos ritus i costums entre les seves comunitats. Les altres dues són la Catedral de Santa Maria de Sakızağaç que segueix el ritu armeni i la Catedral de l'Esperit Sant de ritu llatí.